# آلن مک‌نیش
آلن مک‌نیش (زاده ۲۹ دسامبر ۱۹۶۹) یک راننده حرفه ای اتومبیلرانی، مفسر و روزنامه‌نگار سابق بریتانیایی اهل اسکاتلند است.  آلن مک‌نیش سه بار برنده مسابقات لمانز ۲۴ ساعته شده است، آخرین بار در سال ۲۰۱۳ برنده این مسابقه ۲۴ ساعته شده است، او همچنین سه بار برنده سری مسابقات لمانز آمریکایی، که آخرین بار در سال ۲۰۰۷ برگزار شد، شده است. او در سال ۲۰۱۳ قهرمان مسابقات جهانی  استقامتی در کنار تام کریستنسن شد. او همچنین یکی از مفسران و کارشناس پوشش بی بی سی فرمول یک در تلویزیون، رادیو و آنلاین این شبکه بوده است او همچنین مدیر تیم آئودی اسپورت شفلر نیز است.

## اوایل زندگی
مک‌نیش در دامفریس اسکاتلند به دنیا آمد و در مدرسه فوتبال بازی می‌کرد. او از طرفداران ناتینگهام فارست بود و همچنین از باشگاه محلی خود یعنی ملکه غرب حمایت می کرد. تا زمانی که مک نیش در کارتینگ شروع به کار کرد چیزی پیدا نکرد که در آن به این اندازه برتری داشته باشد. 

## اوایل حرفه کاری
مک‌نیش مانند همکار خود، دامفریس و راننده گالووی، دیوید کولتارد، کار خود را در کارتینگ آغاز کرد. شروعی که به هر دوی آنها مک‌نیش و داریو فرانچیتی داده شد تا حد زیادی به دیوید لسلی مربوط می شود.
مک‌نیش و کولتارد هر دو با حضور در مسابقات اتومبیلرانی، جایزه بهترین راننده جوان سال مک‌لارن/آتوسپورت را دریافت کردند. در سال ۱۹۸۸ او قهرمانی فرمول واکسهال لوتوس را به دست آورد و در سال ۱۹۸۹ با عنوان نایب قهرمانی فرمول ۳ بریتانیا را به پایان رساند. در اواخر دهه ۱۹۸۰ آلن مک نیش با هم تیمی اش میکا هاکینن خانه مشترک داشت. 
او که به عنوان یک راننده با استعداد و آینده فرمول یک به این ورزش معرفی شد، مک‌نیش با تیم های مک لارن و بنتون تست های۸را انجام داد، در حالی که در فرمول ۳۰۰۰، که در آن زمان رده دوم و پایه فرمول یک شناخته شده موتوراسپرت در اروپا، در سال‌های ۱۹۹۰-۱۹۹۲ بود، شرکت می کرد. مک‌نیش در حالی که اولین فصل خود را در فرمول ۳۰۰۰ مسابقه می‌داد، در مسابقه‌ای در پارک دونینگتون دچار تصادف شد که در آن یکی از تماشاگران به‌شدت مجروح شد.  او در آن فصل در مجموع در رده چهارم تمام کرد. تمرکز بر فرصت‌های فرمول یک باعث شد آلن مک‌نیش در مسابقات فرمول ۳۰۰۰ سال ۱۹۹۴ تنها در یک مسابقه شرکت کند یعنی مسابقه پائو در فصل ۱۹۹۴ او در این فصل تنها در یک مسابقه حضور داشت.

## فرمول یک

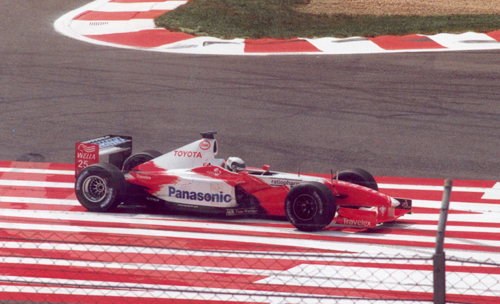
خروج آلن مک‌نیش از مسابقه فرانسه فصل ۲۰۰۲ فرمول یک به علت خرابی در موتور خودرو تیم تویوتا

آلن مک‌نیش سرانجام در سال ۲۰۰۱، زمانی که تیم تازه تاسیس تویوتا فرمول یک به یک راننده برای توسعه تیم خود نیاز داشت، به فرمول یک راه پیدا کرد. با توجه به ارتباط او با تویوتا از طریق خودروهای اسپورت و مسابقات جی‌تی‌، او یک انتخاب خوب برای این صندلی فرمول یک بود و پس از تحت تاثیر قرار دادن تیم تویوتا در تست های پیش فصل، برای رانندگی در این تیم و آن فصل استخدام شد. او در طول ۱۷ مسابقه حاضر در فرمول یک فصل هیچ امتیازی کسب نکرد و او و هم تیمی اش میکا سالو با رانندگان جدیدی به نام  اولیویه پانیس و کریستیانو دا ماتا در سال ۲۰۰۳ جایگزین شدند و صندلی خود را در فرمول یک از دست دادند. سالو در اولین مسابقه خود در ملبورن برای تیم امتیاز کسب کرده بود و مک‌نیش نیز تقریباً همین کار را در گرندپری مالزی انجام داده بود، تنها به دلیل اشتباه تیم در پیت لین که او را از رده امتیازی خارج کرده بود. به هر دو راننده درباره جایگزینی آنها گفته شده بود و مارتین براندل گزارشگر فرمول یک در شبکه آی‌تی‌وی اظهار داشت که "جایگزینی سالو و آلن مک نیش با پانیس از نظر او یک گام به جلو نیست.
مک‌نیش هنگام تمرین برای مسابقه خانگی تویوتا در گرندپری ژاپن در پیست سوزوکا، در پیچ ۱۳۰آر تصادفی بد و دراماتیک داشت، اما از آسیب جدی نجات پیدا کرد. این اتفاق باعث شد که این پیچ در سال بعد دچار تغییراتی شود.

## بعد از فرمول یک

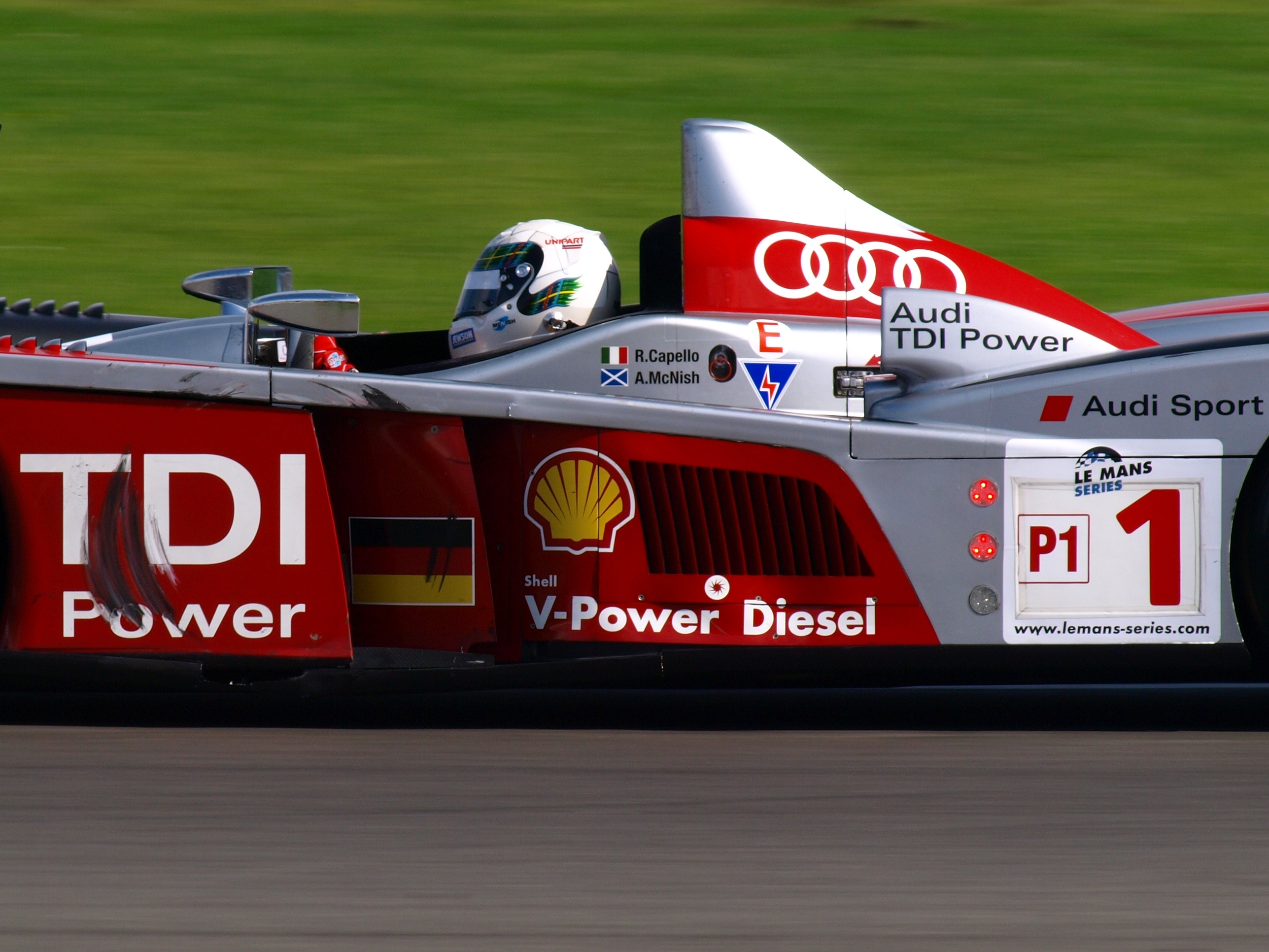
مک‌نیش در حال رانندگی با آئودی آر۱۰ تی‌دی‌ای در مسابقه ۱۰۰۰ کیلومتری سیلورستون فصل ۲۰۰۸

در سال ۲۰۰۳ الن مک نیش یک راننده ذخیره و تست برای تیم فرمول یک رنو بود، همچنین کار تحلیلی تلویزیونی را برای شبکه آی‌تی‌وی انجام داد، اما سال بعد به حرفه موفقیت آمیز خود در مسابقات اتومبیلرانی اسپورت یعنی مسابقات جهانی استقامتی بازگشت و برنده مسابقه ۱۲ ساعته سیبرینگ شد و این اتفاق را در سال ۲۰۰۵ نیز تکرار کرد.

مک‌نیش همزمان در مسابقات دی‌تی‌ام نیز شرکت میکرد مسابقات دی‌تی‌ام (قهرمانی اتومبیل های تور آلمان) که راننده های سابق فرمول یک را در خود می‌دید جایی که او در برابر رانندگان سابق فرمول یک میکا هاکینن و ژان آلسی به رقابت می‌پرداختد.

آلن مک‌نیش همچنین جایز راننده برتر سال را از مجلات اتواسپورت و لمانز و جایزه مدال (جکی) استوارت را برای خدمات به ورزش موتوری کشور اسکاتلند دریافت کرد. او در سال ۲۰۰۷ در مراسم اهدای جوایز و شام سالانه آنها به عنوان رئیس باشگاه اتومبیلرانی اسکاتلند منصوب شد و جانشین جکی استوارت شد.

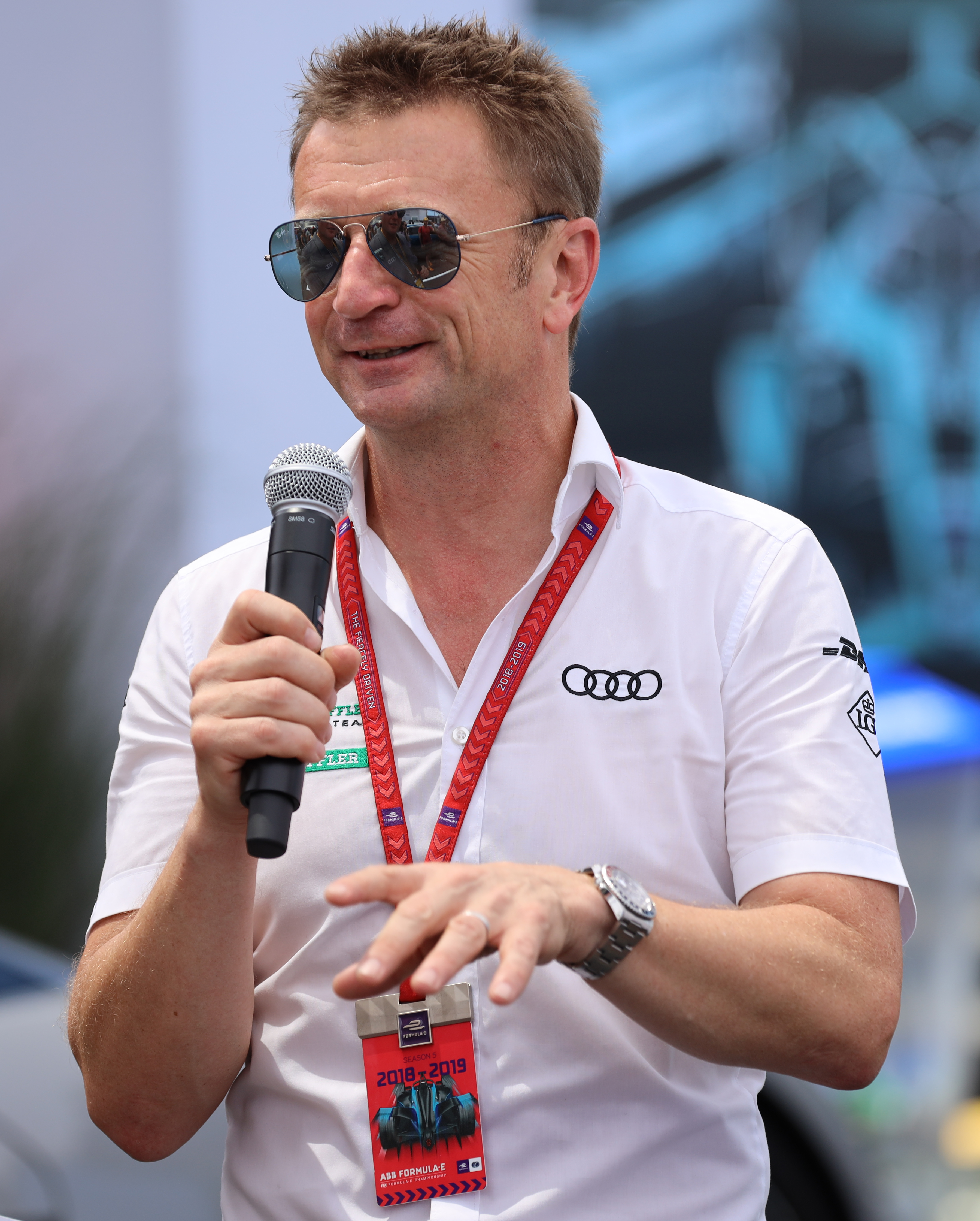
صحبت های آلن مک‌نیش در مورد آئودی ای-ترون در نیویورک ۲۰۱۹

در سال ۲۰۰۶، او به مسابقه با تیم کارخانه ای آئودی ادامه داد و بخشی از ترکیب رانندگان این شرکت بود که برنده مسابقه ۱۲ ساعته سیبرینگ با خودرو آئودی آر۱۰ تی‌دی‌ای دیزل جدید شد و توانست یک پول پوزیشن را نیز به دست آورد و رکورد دور را در آن پیست بشکند. در سال ۲۰۰۸، مک‌نیش در کنار تام کریستنسن و رینالدو کاپلو برنده مسابقه ۲۴ ساعته لمانز برای آئودی شد. این اولین پیروزی او در پیست لا سارت از ۱۹۹۸ بود. مک‌نیش با تام کریستنسن و لویک دووال برنده مسابقات ۲۴ ساعته لمانز فصل ۲۰۱۳ نیز شد. در سال ۲۰۱۱ مک‌نیش در مسابقه لمانز دچار یک تصادف فاجعه‌بار شد، تصادفی که باعث شد ماشین او تقریباً از هم بپاشد. با این حال مک‌نیش به دلیل بهبودهای ایمنی که در سال‌های اخیر انجام شده بود، بدون آسیب از خودرو خود خارج شد و مورد تشویق تماشاگران قرار گرفت. 
در سال و فصل ۲۰۱۳، مک‌نیش با قهرمانی در مسابقات جهانی استقامتی در سال ۲۰۱۳ در کنار کریستنسن و دووال، قهرمان جهان شد.

## دیگر مسابقات
علاوه بر موارد فوق، آلن مک‌نیش در سری مسابقات زیر نیز مسابقه داده است:

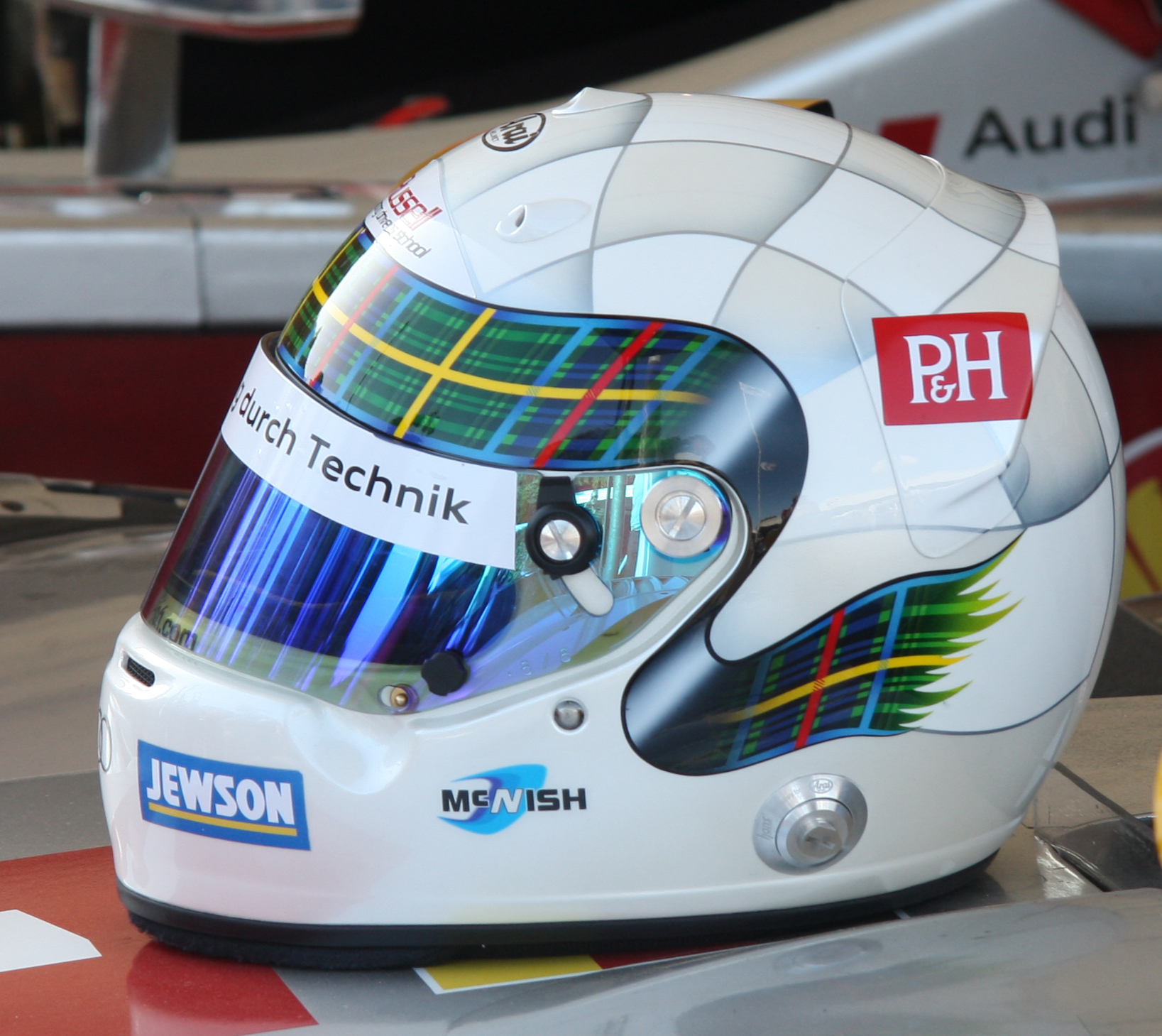
کلاه ایمنی مک نیش برای سال ۲۰۱۳.

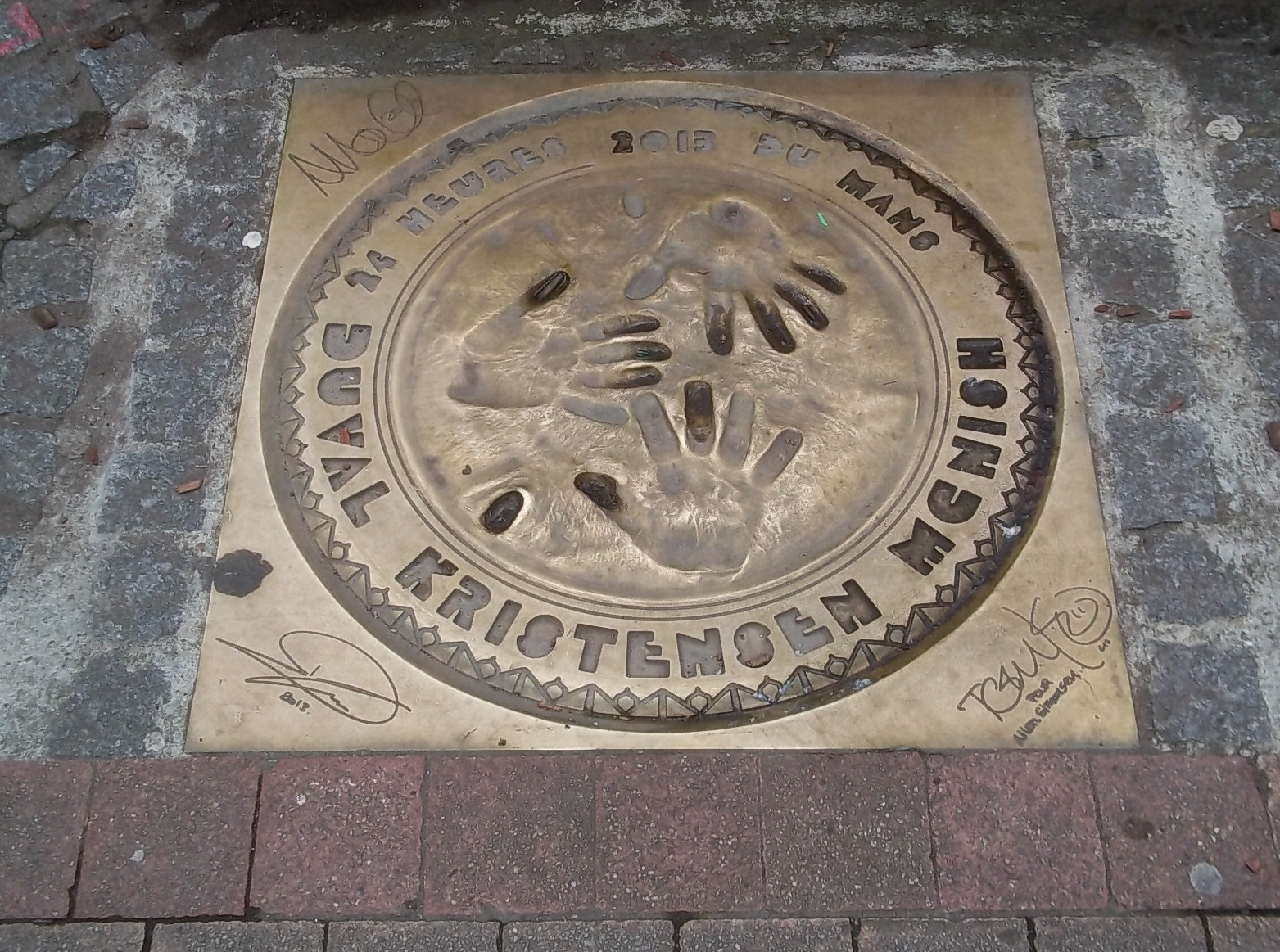
پیاده‌روی مفاخر، لمانز، آثار دست و امضا از برندگان نسخه ۲۰۱۳ لمانز ۲۴ ساعته

- کارتینگ
- فرمول فورد
- واکسهال لوتوس
- فرمول ۳ بریتانیا
- مسابقات جی‌تی‌

## زندگی شخصی
او با همسرش کلی و دو فرزندشان در موناکو زندگی می کند. قبل از ازدواجش، مهمانی گوزن‌های مک‌نیش در دامفریز با حضور داریو و مارینو فرانچیتی همراه بود و شامل تماشای مسابقه فوتبال تیم محلی مک‌نیش، ملکه جنوب بود. او به انگلیسی و فرانسوی صحبت می کند و به این زبان ها مسلط است.